# Məmmədcanlı
Məmmədcanlı è un comune dell'Azerbaigian situato nel distretto di Cəlilabad. Conta una popolazione di 256 abitanti.